# Ткаченко Никифор Ларіонович
Ткаченко Никифор Ларіонович (14 квітня 1905 року, х. Крижанівка нині  Хорольського району Полтавської обл - 1 липня 1961 рік, с. Покровська Багачка, Хорольський район, Полтавська область) — учасник бойових дій Другої світової війни.

## Життєпис
Ткаченко Никифор Ларіонович народився 14 квітня 1905 року в х Крижанівка, нині Хорольський район Полтавської області.
Під час Другої світової війни разом із дружиною Галиною Василівною,  на початку окупації села Покровська Багачка  та всіх навколишніх сіл і хуторів (13 вересня 1941 року), дев'ять днів переховував на горищі сараю двох командирів Червоної Армії - підполковника і старшого лейтенанта, один з яких був поранений. Підлікувавши рани старшого лейтенанта, офіцери вирішили пробиватися до фронту, а Никифора Ларіоновича попросили зберегти бойовий прапор їхньої піхотної частини. Разом із прапором на зберігання залишили і свої документи, нагороди та відзнаки .
19 вересня 1943 року Хорольщина була звільнена від гітлерівців. Через кілька днів Никифор Ларіонович Ткаченко був зарахований у 737-й стрілецький полк, 206-ї стрілецької дивізії, у роту кінної розвідки.[джерело?]
На початку листопада 1943 року Ткаченко Н. Л. отримав листа від дружини, яка повідомила, що за прапором ніхто так і не приходив. Тоді він негайно розповів цю історію своєму ротному, старшому лейтенанту Агеєву. Далі звістка пішла по інстанціям. Із штабу полку надійшов наказ: «Червоноармійцю Ткаченку Н. Л. з'явитися до комполка, Підполковника Бєлих». Начальник штабу 737 стрілецького полку від 5 листопада 1943 року за № 4/510, написав наказ, у якому зазначалося, що червоноармієць роти автоматників Ткаченко Никифор Ларіонович у супроводі сержанта Циганова І.І. направляються по маршруту: с. Решетки — Драбово — Лубни — хутір Крижанівка, для виконання особливого завдання командування .
12 листопада в штабі 206-ї стрілецької дивізії, в урочистій обстановці, Никифор Ларіонович власноруч передав прапор військової частини представнику Військової Ради Фронту, за що  був представлений до високої нагороди - ордена Бойового Червоного Прапора, який одержав 15 лютого 1944 року по завершенню Корсунь-Шевченківської операції. Разом із цим орденом Ткаченко Н.Л. одержав і орден Слави ІІІ ступеня за героїзм, проявлений в ході операції  . Після вигнання ворога з України, визволяв Румунію, Угорщину, Чехословаччину. День Перемогу зустрів під Прагою.

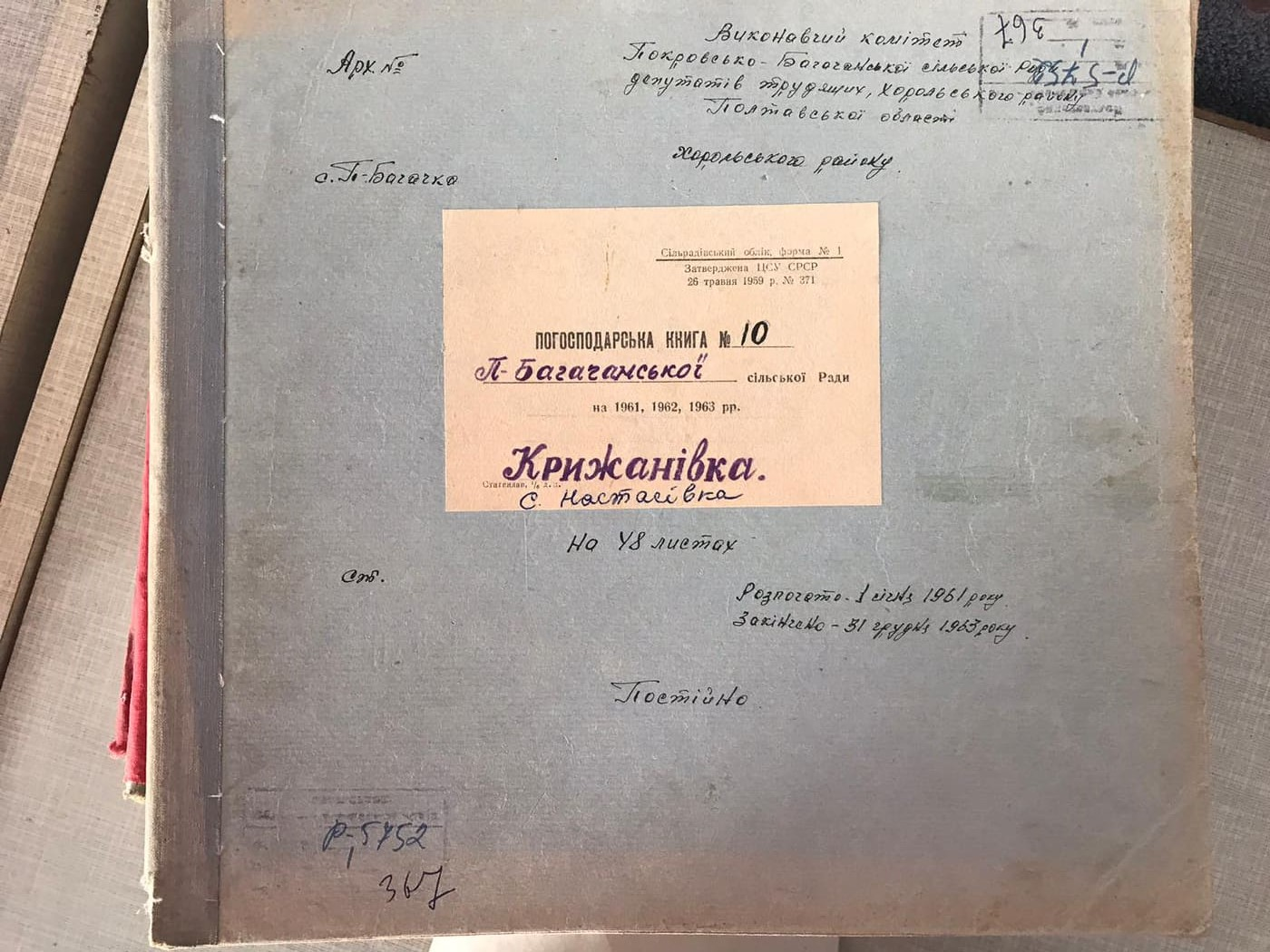
Фото Погосподарської книги № 10 П.-Багачанської сільської ради

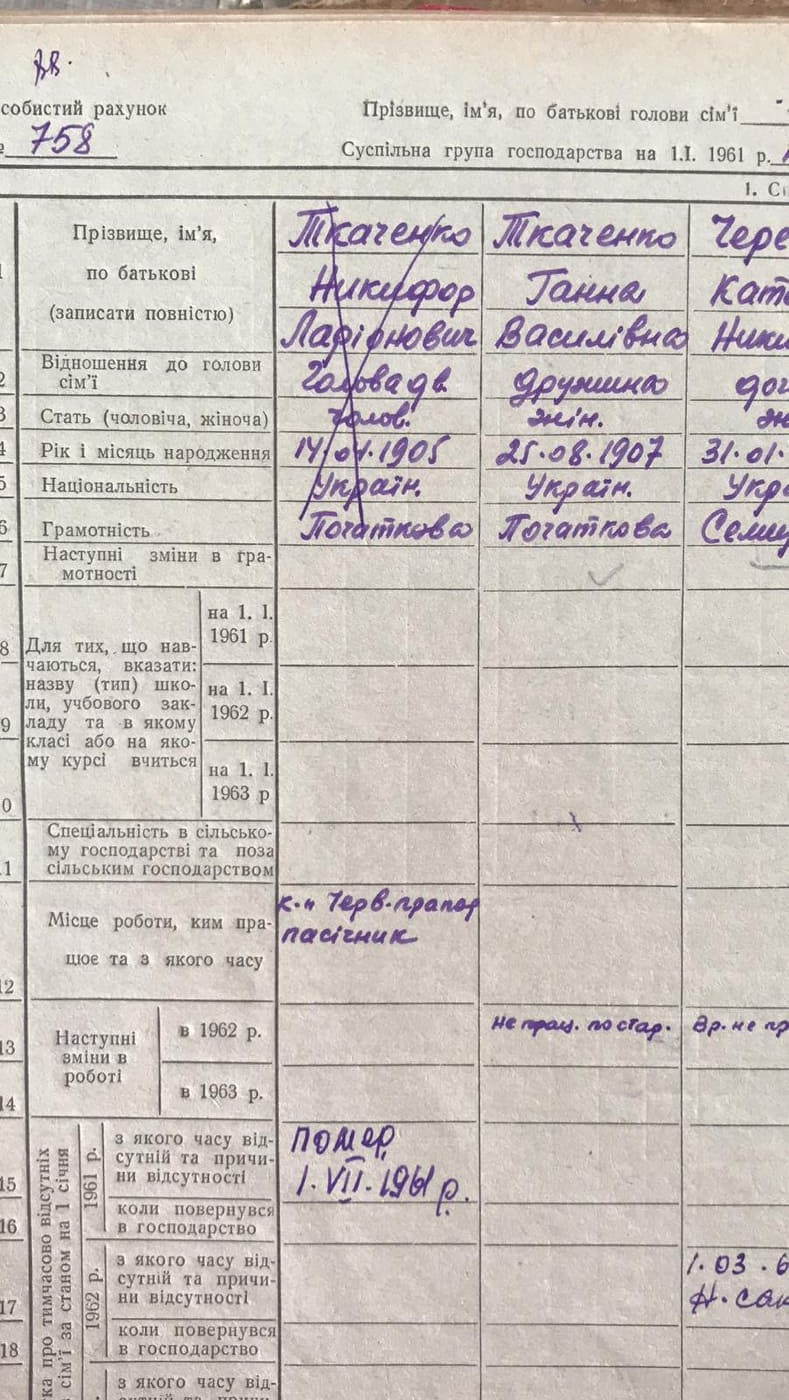
Фото фрагменту з Погосподарської книги № 10 Покровськобагачанської сільської ради про смерть Ткаченка Н.Л.

Довгий час після війни Никифор Ларіонович працював конюхом та пасічником в артілі „Червоний прапор” в с. Покровська Багачка. Помер 1 липня 1961 року в с. Покровська Багачка, де і похований.

## Нагороди
За сміливість і відвагу в боротьбі з фашизмом у роки Другої світової війни Ткаченко Никифор Ларіонович нагороджений:
- орденом Бойового Червоного Прапора за врятування бойового прапора піхотної частини,
- Орденом Слави ІІІ ступеня [5];
- Медалями «За відвагу», «За бойові заслуги» та «За Перемогу над Німеччиною у Великій Вітчизняній війні 1941—1945 рр.»